# 刘继峰
刘继峰（1973年2月—），男，汉族，山东鄄城人，中国天文学家。现任中国科学院国家天文台副台长，研究员，中国天文学会副理事长，国家天文台银河系三维结构研究团组首席科学家，中国科学院大学天文与空间科学学院副院长。
刘继峰于1999年硕士毕业于北京大学，并于2005年获得美国密歇根大学博士学位。2005-2010年间在美国哈佛大学工作，后至国家天文台任职至今。
他领导的团队利用郭守敬望远镜（LAMOST）发现了70倍太阳质量的黑洞，远超理论预言的质量上限。